# Pteronymia huamba
Pteronymia huamba är en fjärilsart som beskrevs av Richard Haensch 1909. Pteronymia huamba ingår i släktet Pteronymia och familjen praktfjärilar. Inga underarter finns listade.